# Maurice Papon
Maurice Papon (3. září 1910 – 17. února 2007) byl francouzský policejní úředník, od konce 60. let 20. století politik.
Po studiu na Lyceu Ludvíka Velikého vystudoval prestižní pařížskou vysokou školu Sciences Po. Poté vstoupil do státních služeb, pracoval na několika ministerstvech. Po pádu Francie se rozhodl sloužit i kolaborujícímu vichistickém režimu. V letech 1942–1944 coby generální tajemník prefektury oblasti Gironde pro židovskou otázku se podílel na organizaci 12 transportů, při kterých bylo z prefektury deportováno přes 1600 Židů z prefektury do sběrného a následně do vyhlazovacího tábora.
I po skončení války pracoval ve státních službách, jako vysoký policejní úředník ve Francii i tehdejších francouzských koloniích Maroku (1954-1955) a Alžírsku (1956-1958) během Alžírské války. V Alžírsku jeho podřízení vykonávali mučení či svévolné popravy.
V letech 1958 až 1967 byl pařížským policejním prefektem. V roce 1961 obdržel Řád čestné legie. V reakci na aktuální dění v rámci Alžírské války začátkem října 1961 vyhlásil noční zákaz vycházení pro Francouze alžírského původu v pařížské oblasti. 17. října byla svolána demonstrace Alžířanů proti válce, Papon nařídil demonstraci potlačit i za použití střelby do demonstrantů. Několik desítek demonstrantů bylo zabito. V únoru 1962 nařídil potlačení další demonstrace proti Alžírské válce, při kterém bylo ve stanici metra Charonne zabito devět demonstrantů.
V roce 1968 byl zvolen poslancem poslancem za gaullistickou stranu, znovuzvolen byl i následně v letech 1973 a 1978. V letech 1971 až 1983 byl také starostou v Saint-Amand-Montrond. V letech 1978 až 1981 byl pak dokonce ministrem financí.
V roce 1981 se však na veřejnost díky týdeníku Le Chanard Enchaîné dostaly důkazy usvědčující Papona z podílu na židovských deportacích. V lednu 1983 byl za toto poprvé obviněn ze spáchání zločinu proti lidskosti. Následně sám zažaloval rodiny přeživších za pomluvu, soud však prohrál. Vyšetřování bylo zdlouhavé, několikrát bylo přerušeno. Obžalován byl až v roce 1995 jako spolupachatel zločinu proti lidskosti při organizaci čtyř transportů, obžaloba byla později rozšířena o čtyři další transporty. Odsouzen byl v roce 1998 na deset let odnětí svobody, následně však uprchl do Švýcarska. V roce 1999 byl dopaden a uvězněn a byl mu odňat Řád čestné legie. V roce 2002 byl ze zdravotních důvodů z vězení propuštěn.
V roce 2004 byl odsouzen k pokutě 2500 eur za nelegální nošení Řádu čestné legie, který mu byl v roce 1999 odňat. V roce 2007 utrpěl srdeční selhání a následně zemřel. Nechal se pohřbít i s odňatým Řádem čestné legie.